# Camerano
Camerano är en ort och kommun i provinsen Ancona i regionen Marche i Italien. Kommunen hade 7 125 invånare (2018).